# Маджонг
Маджо́нг (кит. трад. 麻將, спр. 麻将, піньїнь májiàng, мацзян) — настільна азартна гра, в яку зазвичай грають чотири гравці (в Кореї і Японії існують варіації для трьох гравців). Вона виникла в Китаї, а її регіональні варіанти широко розповсюджені в країнах Східної та Південно-Східної Азії. Маджонг — гра навички, де важливі стратегія та розрахунок, спостережливість і пам'ять, а також присутній елемент випадковості. Хоча існують стандартні правила гри, в кожному регіоні є свої відмінності. Крім того, система підрахунку очок і мінімальна комбінація, необхідна для перемоги часто значно відрізняються.
У грі використовуються гральні кості «тайли» (однина — «тайл», кит. 麻將牌, пін. májiàngpái, (мацзян)бай), схожі на кості доміно, які потрібно складати у певні комбінаціях за правилами, схожими до покеру. Для гри використовують набір із 144 гральних костей, які базуються на китайських ієрогліфах і символах, хоча в деяких варіаціях можуть використовувати іншу кількість тайлів. У більшості варіантів кожен гравець на початку гри отримує 13 костей. Гравці по черзі тягнуть і скидають кості, поки не завершать руку, тобто не складуть певну комбінацію. У кого комбінація буде коштувати найбільше очок, той і виграє.

## Назва
Китайською гра спочатку називалась «мацуе» кит. трад. 麻雀, спр. 麻雀, піньїнь máquè), що означає «горобець». Ця назва і досі є найвживанішою в деяких південних китайських мовах, таких як кантонська і південноміньська мови, а також в японській (яп. 麻雀, «мадзян»), корейській (кор. 마작, «мацзаг») і в'єтнамській (в'єт. Mạt chược, «мат чуок»). Однак більшість мандариномовних китайців тепер називають гру «маджонг» («мацзян», кит. 麻将, пін. májiàng).

## Історія

### Китай
Один із міфів про походження гри маджонг припускає, що китайський філософ Конфуцій створив гру приблизно в 500 році до н. е. Кості, які називаються «три дракони», відповідають трьом головним чеснотам Конфуція.
Червоний дракон чи хун джун (кит.: 紅中, піньїнь: hóng zhōng, яп. 中, ромадзі: chun ), зелений дракон чи фа цай або просто фа (кит.: 發財, піньїнь: fā cái, яп. 發, ромадзі: hatsu ) і білий дракон чи бай бань (кит.: 白板, піньїнь: bái bǎn, яп. 白, ромадзі: haku чи shiro ) являють відповідно людяність, щирість і синівську шанобливість. Міф також стверджує, що Конфуцій любив птахів і саме звідси пішла назва «маджонг» (кит.: 麻雀 — горобець).
Однак багато істориків вважають, що маджонг виник зовсім недавно, в другій половині 19 ст. Скоріш за все він походить із китайських провінцій навколо міст Ханчжоу, Нанкін, Шанхай і Нінбо. Він виник на основі китайської карткової гри під назвою Мадяо (кит.: 馬吊, піньїнь: Mǎdiào) (також відомої як Ma tiae — висячий кінь, або Yezi кит.: 葉子 — лист) на початку династії Мін. У ній використовували 40 паперових карт чотирьох різних мастей, пронумерованих від 1 до 9, а також чотири додаткові «квіткові» карти. Це дуже схоже на сучасну нумерацію костей маджонгу, хоча він має тільки три масті і, по суті, використовує чотири колоди таких карт. Імовірно, саме ця гра в колах чиновників, вчених людей та іншої еліти наприкінці 19 століття еволюціонувала в першу версію маджонгу. Ще в 1905 році район Китаю, де гра була популярна, обмежувався територіями в нижній течії річки Янцзи і передмістями Пекіна, але вже до 1920 року вона поширилася всією країною і стала національною грою. Незважаючи на те, що розвиток гри почався в провінціях навколо Нінбо, свого максимального розвитку вона досягла в південному Китаї. Дві найпопулярніші на той час версії маджонгу, відомі як «Шанхайський маджонг» і «Кантонський маджонг», були простіші від класичної версії гри в підрахунку очок і були радше уцілілими формами первісного маджонгу, ніж спрощеними формами класичної гри. Європейські та американські версії маджонгу здебільшого засновані саме на цих популярних формах.
Маджонг був заборонений урядом Китайської народної республіки після приходу до влади у 1949 році. Новий комуністичний уряд заборонив будь-які азартні ігри, які були розцінені як символи капіталізму. Після Культурної революції гру відновили без елементів азартних ігор і у 1985 році заборону було скасовано.
У січні 1998 року Спортивна рада при Уряді КНР офіційно визнала маджонг видом спорту і ініціювала розробку єдиних правил гри, зібравши для цієї мети комітет із найкваліфікованіших гравців країни. Результатом їхньої дворічної роботи стала брошура з правилами гри в маджонг, які стали відомі як «Міжнародні правила» або «Спортивний маджонг» (Mahjong Competition Rules, MCR, «Китайські офіційні правила», COR). Гра за цими правилами повністю зорієнтована на складання складних комбінацій і вимагає, щоб зібраний маджонг коштував як мінімум 8 очок. Система набору очок в даних правилах досить складна.

### Японія
Маджонг був «привезений» до Японії в 1907 році і у 20-х роках вже мав велику популярність. У період японсько-китайської війни 1937—1945 років гра була заборонена, але незабаром після закінчення війни маджонг знову повернув собі колишню популярність.
Японський маджонг зберіг багато елементів класичної гри. Однак, як і в більшості сучасних азійських версій, за японськими правилами тільки переможець отримує очки. У японському маджонгу відсутні «квіти» і «сезони», а також більшість класичних лімітованих комбінацій. Основною відмінністю японського маджонгу є правило про те, що гравець, який скинув тайл, що дозволив іншому гравцеві виграти, платить переможцю не тільки за себе, але і за всіх інших переможених. Японські правила вводять також ряд нових складних комбінацій.
У 1950-х роках група японських гравців заснувала Японську асоціацію маджонгу, метою якої була розробка офіційних японських правил гри і спроба призупинити появу нових комбінацій і правил. Дана асоціація існує до цих пір і об'єднує близько 20 000 гравців, а офіційні правила, розроблені асоціацією, широко визнані не тільки в Японії, але і в Європі. Найчастіше ці правила називають японськими класичними. Проте переважна більшість японських гравців використовують інші правила, які прийнято називати японськими сучасними. Ці правила відрізняються від японських класичних великим числом складних комбінацій, застосуванням правила «ріічі» і, крім цього, майже обов'язковим використанням преміальної кості — «дора».

### США
Перша гра в маджонг була імпортована у США в 1920-х роках. Вона продавалася  молодою, на той час, компанією Abercrombie & Fitch. Успіх гри був вражаючим, і згодом співвласник компанії Езра Фітч відправив своїх робітників у Китай, щоб купити всі можливі гри в маджонг, які вони можуть знайти. На цей раз було продано 12 000 ігор у Вашингтоні і США. Це було початком історії маджонгу в усьому світі.

## Ігровий інвентар[10]

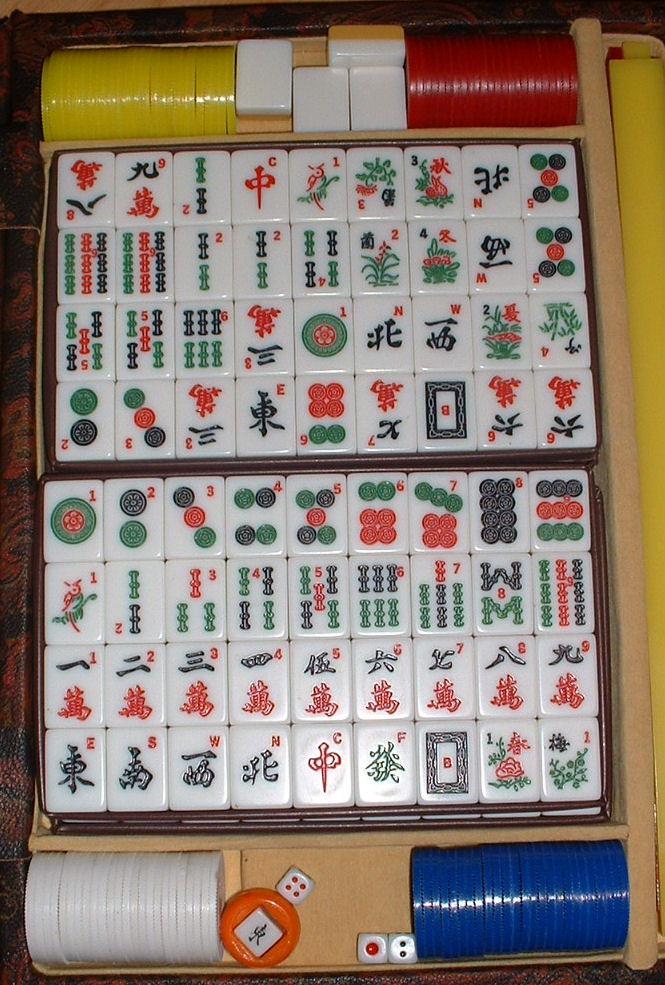
Адаптований набір для китайського маджонгу

Для гри в маджонг використовують набір гральних костей для маджонгу (тайлів), хоча для зручності можуть використовуватись і карти з аналогічними символами. Зазвичай на костях намальовані китайські ієрогліфи і умовні позначення, що показують тип, масть і номінал кості. Існують і адаптовані варіанти для західного ринку, у яких для полегшення сприйняття є додаткові позначення маленькими арабськими цифрами та латинськими літерами у верхньому лівому куті лицьового боку тайла. До набору часто також входять фішки (щоб рахувати очки), гральні кубики (щоб вирішити порядок роздачі) і мітка, щоб позначати дилера і відзначати раунд гри. Деякі набори також включають планки для зберігання костей.

### Гральні кості
Кості для маджонгу або ж тайли мають форму паралелепіпеда. Розміри костей відмінні: висота коливається в межах 20-38 мм. Співвідношення довжини до товщини зазвичай повинне бути вище 1:1,5, щоб тайли стійко стояли на столі. Товщина зазвичай вдвічі менша за довжину.
Традиційно кості для маджонгу виробляли зі слонової кістки, часто з використанням бамбука. Ці кості і досі трапляються, проте більшість сучасних наборів виготовляють із різних пластмас (бакеліту, целулоїду, нейлону). На лицьовій частині кості вигравійовані або відпресовані певні символи, що визначають масть і номінал.
У більшості наборів для маджонгу кількість костей становить 136 штук, у наборі для ріічі-маджонгу — 140, варіант для китайського спортивного маджонгу, затверджений у 2006 році Міжнародною організацією маджонгу, складається зі 144 кості, а в деяких інших наборах їх може бути ще більше.
«Класичним» прийнято вважати набір зі 144 костей, що включає 6 типів і 42 різновиди костей. Типи можна розділити на три категорії: масті, благородні кості (козирі) і квіти.

#### Масті
Існує три масті крапки («Тонґ», кит.: 筒子, піньїнь: tǒngzi, ромадзі: pinzu), бамбуки («Тьао», кит.: 條/条, піньїнь: tiáo, ромадзі: sōzu) і символи («Вен», кит.: 萬子, піньїнь: wànzi, ромадзі: wanzu чи manzu). Кості кожної масті нумеруються від одного до дев'яти. В набір входить по 4 кості кожного номіналу, всього 108.
|         | Числа |   |   |   |   |   |   |   |   |
| Масть   | 1     | 2 | 3 | 4 | 5 | 6 | 7 | 8 | 9 |
| Бамбуки |       |   |   |   |   |   |   |   |   |
| Символи |       |   |   |   |   |   |   |   |   |
| Крапки  |       |   |   |   |   |   |   |   |   |

#### Благородні кості
28 костей відносять до благородних (козирів). Їх поділяють на 2 типи: вітри — схід, південь, захід, північ та дракони — червоний, зелений і білий. Всього до набору входить по 4 кості кожного номіналу.
| Вітри | Вітри   | Вітри | Вітри  |
| ----- | ------- | ----- | ------ |
|       |         |       |        |
| Схід  | Південь | Захід | Північ |

| Дракони  | Дракони | Дракони |
| -------- | ------- | ------- |
|          |         |         |
| Червоний | Зелений | Білий   |

#### Квіти
На відміну від інших, до квітів належить всього 8 костей: 4 до власне квітів (слива, орхідея, хризантема та бамбук) та 4 до сезонів (весна, літо, осінь, зима)
| Квіти | Квіти   | Квіти      | Квіти  |
| ----- | ------- | ---------- | ------ |
|       |         |            |        |
| Слива | Орхідея | Хризантема | Бамбук |

| Сезони | Сезони | Сезони | Сезони |
| ------ | ------ | ------ | ------ |
|        |        |        |        |
| Весна  | Літо   | Осінь  | Зима   |

### Додаткові предмети
Крім гральних костей, більшість наборів для маджонгу містять додатковий інвентар, необхідний для гри:
- Не менше двох звичайних гральних кубиків.
- Покажчик вітру — плоский жетон із позначеннями «Схід» і «Південь» на сторонах. Він кладеться на ігровий стіл поряд із розігруючим і показує поточний раунд гри — східний або південний.
- Індикатори сторін світу — фішки, що показують сторони світу гравців.
- Набори фішок або рахункових паличок для спрощення підрахунку очок. Фішки і палички позначають певну кількість очок і гравці, замість того, щоб постійно вести запис по ходу гри, обмінюються рахунковими предметами.
- Планки для установки тайлів. Одна з планок може відрізнятися від інших, щоб одночасно служити покажчиком розігруючого.

### Стіл
Зазвичай у маджонг грають за квадратним столом зі стороною 700 мм. Для спортивного варіанту сторона столу має становити 80-95 сантиметрів. Такі розміри дають достатньо місця для вибудовування стіни і установки руки для кожного гравця. У спеціалізованих столах для маджонгу з кожної зі сторін є невеликі ящики, призначені для розміщення фішок або рахункових паличок. Випускаються також спеціальні килимки (мати) — м'які накладки на звичайний стіл, іноді — з твердою рамкою, що обмежують ігровий простір і перешкоджають випадковому падінню кісток, іноді — з лотками або кишенями для рахункового інвентарю.
Існують і автоматичні столи, які забезпечують перемішування костей, автоматичне викладання стіни, кидання гральних кубиків.

## Правила гри

### Загальні положення
- Партію в маджонг грають чотири гравці, при цьому кожен грає проти всіх. Існують модифікації правил для гри втрьох.
- Гра складається з однієї або декількох ігрових сесій, кожна сесія — не менш, ніж з двох раундів, кожен раунд — не менш, ніж з чотирьох роздач. Кількість сесій визначається заздалегідь. На офіційних змаганнях можливе також обмеження за часом: гра завершується після закінчення певного часу, незалежно від того, скільки раундів було зіграно.

### Підготовка до гри
- Розташування гравців за столом і вибір розігруючого (дилера) визначається жеребом за допомогою гральних кубиків (гравець із найбільшою сумою стає дилером і сідає відповідно до позиції сходу), або використовуючи тайли вітрів. У такому випадку 4 кості розкладають лицевою стороною вниз і гравці вибирають по одному тайлові. Кожен гравець сідає відповідно до обраної позиції: праворуч від сходу (дилера) південь, ліворуч — північ, а захід навпроти. Тобто гравці сидять проти годинникової стрілки[12].
- Кості перемішуються в закритому вигляді (малюнком вниз) і з них викладається стіна висотою в дві кістки. Кожен гравець ставить перед собою таку стіну з 18 пар і тоді стіна утворює форму замкнутого квадрата, сторони якого розташовуються навпроти кожного з гравців.
- Кидком гральних кубиків визначається місце розриву, починаючи з якого стіна розбирається під час партії. Розігруючий кидає першим, а отримана сума використовуються для визначення гравця, який наступним буде кидати кубики. Сума відраховується проти годинникової стрілки, починаючи від дилера (якщо випаде 5, 9, то кидати буде сам дилер, 2, 6, 10 — гравець справа (південь), 3, 7, 11 — гравець навпроти (захід), 4, 8, 12 — гравець зліва (північ)). Суми, які випали обидва рази, додаються і таким чином визначається місце розриву.
- Відлік ведеться проти годинникової стрілки починаючи зі стіни гравця, що кидав кубики останнім. Починаючи з її правого краю, відраховується отриманий результат і тайли, на які він випав, виймаються зі стіни і ставляться праворуч. Дилер бере перші 4 кості (дві стопки) за годинниковою стрілкою, а за ним решта гравців (проти годинникової стрілки) беруть блоками по 4 фішки, поки всі гравці не мають по 12 фішок. Потім дилер бере 2 фішки, а решта гравців по одній[13].

Гравці розташовують їх на столі вертикально, лицьовою стороною до себе. Цей набір називається рукою гравця. Дилер бере на один тайл більше — це обумовлюється тим, що на початку роздачі дилер ходить першим і економить час на взяття зі стіни тайла після початку роздачі.

### Роздача
- Гравці ходять по черзі, проти годинникової стрілки. Дилер ходить першим.
- На кожному ході гравець додає в свою руку новий тайл із краю стіни (стіна розбирається послідовно, від раніше обраного місця розриву, за годинниковою стрілкою), після чого повинен скинути одну зі своїх костей (можна скинути і ту, яку щойно взяв). Таким чином гравець формує свою руку за рахунок додавання потрібних і скидання непотрібних гральних костей. Скинуті кості викладаються у відкриту на центр столу навпроти гравця. На першому ході дилер має на один тайл більше за інших, тому він не бере кості зі стіни, а просто скидає одну з наявних.
- Коли гравець отримує тайл із квіткою або сезоном, він повинен відразу взяти тайл із вільної стіни, або, якщо така відсутня, з кінця стіни. Кості з квітами або сезонами отримані гравцем, повинні бути викладені перед ним лицевою стороною вгору. На початку кожного раунду, де два або більше гравців можуть мати фішки з квітами, їх замінюють. Спочатку дилер замінює свій тайл на тайл зі стіни, потім південь, захід і північ. Якщо у гравці це залишились тайли з квітами, то вони знову їх обмінюють по порядку. У різних версіях значення тайлів із квітами і сезонами відмінне, вони можуть взагалі не мати цінності, або автоматично гарантувати перемогу незалежно від фактичного змісту руки[14].
- Перемагає в роздачі гравець, якому вдається першим зібрати у себе «виграшну руку» — один із визначених правилами спеціальних наборів костей. Зібравши виграшну руку, гравець може відкрити її і оголосити виграш (маджонг). Виграшна рука містить, як мінімум, на один тайл більше, ніж постійно перебуває у гравця, тобто отримати її можна тільки на своєму ході, після взяття тайлу зі стіни і до скидання. Оголошувати виграш не обов'язково, але якщо гравець цього не зробив, він буде змушений скинути одну з костей (а отже, «зламати» виграшну руку) і грати далі. Подібне може знадобитися, якщо гравцеві для виграшу партії потрібно набрати більше очок, ніж дає складена в даний момент виграшна рука.
- Гравець може отримати додаткові очки, зібравши по ходу роздачі одну або кілька малих груп (сетів): Чоу (в японському варіанті — чі) — три послідовних за номіналом кості однієї масті.

Панг (япон. — пон) — три однакових кості (або одного номіналу і масті, або три однакових дракона або вітри).
Конг (япон. — кан) — чотири однакових кості.
Отримавши на черговому ході одну з цих груп, гравець має право відкрити (оголосити) її, за що йому можуть нараховуватися додаткові очки. Відкритий сет залишається частиною руки гравця, але скидати кості з нього не можна. Відкритий сет відкладається лицьовою стороною вгору в правий від гравця кут стола.
- Зазвичай гравець, зібравши конг, повинен взяти зі стіни додатковий тайл. У більшості правил діє принцип: «неоголошений конг — це не конг», згідно з яким конгом визнається тільки та четвірка однакових тайлів, яка була оголошена.
- Роздача завершується, коли один із гравців побудував і оголосив виграшну комбінацію, або коли закінчилися кістки в стіні.

Найхарактерніші відмінності ігрового процесу в різних правилах полягають у наступних деталях:
Набір виграшних рук
У більшості правил виграшними є руки, що містять чотири сети і ще пару однакових тайлів. Оскільки конг містить не три, а чотири тайли, кожен конг в руці збільшує її розмір на один тайл, так що виграшні руки можуть бути різного розміру. Є також спеціальні виграшні руки, які не потрапляють під загальну схему, і вони скрізь різні.
Приклади виграшних рук:
   —    —    —    —  
Рука, сформована чотирма пангами і парою східних вітрів. Використані лише бамбуки (немає інших мастей), за що даються додаткові очки (чиста рука). Немає чоу (руки зі всіма панг/конг додають очок).
   —    —    —    —  
Дорога рука, сформована тільки крапками, також відома як чиста рука. Рука складається з чоу, понгів і пари крапок.
Більшість гравців використовують і деякі нестандартні руки. Наприклад, у руках сім різних пар, тринадцять сиріт і небесні ворота немає чотири сети і пари.
Оголошення виграшу або складання сету на скиданні
Якщо один із гравців на своєму ході скинув тайл, якого іншому гравцеві не вистачає до виграшної руки або до завершення одного з сетів, другий гравець може мати право скористатися цим тайлом: він негайно оголошує виграш або сет, додаючи до своїх тайлів скинутий. Якщо гравець зібрав на чужому скиданні сет, він робить все те ж саме, що при оголошенні сету на своєму ході: у разі конга бере додатковий тайл, потім скидає один із тайлів, після чого черга ходу переходить до гравця, що сидить праворуч від нього.
Дозволяється брати тайл зі скидання лише на тому ході, коли його скинули (тобто оголосити про збір сету або виграш на скиданні гравець зобов'язаний до того, як наступний за гравець візьме тайл зі стіни). Є варіанти правил, у яких чоу на скиданні може оголошувати тільки той, хто сидить праворуч від того, хто скидав. Якщо декілька гравців претендують на один і той же скинутий тайл, пріоритет визначається зібраною комбінацією (зазвичай той, хто що оголошує виграш має перевагу перед конг чи панг, конг або панг — перед чоу) і місцем (якщо оголошення однакові, перевагу має або найближчий, або найдальший гравець проти годинникової стрілки).
Якщо на скинутому тайлі всі три інших гравця оголошують виграш, то роздача може визнаватися нічийною.
Виграш на чужому скиданні може оцінюватися або оплачуватися інакше, ніж на тайлі, взятому зі стіни.
Обмеження на виграш
Правила можуть обмежувати оголошення виграшу. Так, наприклад, у японському маджонг діє правило «фурітен», згідно з яким гравець не має права оголошувати виграш на чужому скиданні, якщо він сам вже скинув одну з очікуваних костей і з того моменту в нього не могло помінятися очікування. Бувають обмеження, пов'язані з закритістю руки: якщо гравець вже відкрив на цій роздачі чоу, панг або конг, він втрачає можливість виграшу з деякими з виграшних рук. У деяких варіантах правил є «правило руки, яка просить» (темпай): гравець, якому залишилася один тайл до виграшу, повинен оголосити себе «темпай»; без такого попереднього оголошення він не має права оголошувати виграш, навіть зібравши виграшну руку.
Оголошення сетів
Не у всіх правилах допускається оголошувати всі три види сетів. У ряді правил можна модифікувати вже оголошену трійку (панг) до четвірки (конга).
Мертва стіна
Невелика частина стіни (зазвичай — розміром в одну руку, тобто 14 костей) при побудові відділяється. Кості з неї беруться гравцями тільки в особливих ситуаціях, наприклад, після оголошення конгу. Наявність мертвої стіни ускладнює гру: навіть наприкінці роздачі неможливо точно сказати, які кості будуть витягнуті зі стіни.
Додаткові правила
Деякі набори правил відрізняються оригінальними особливостями. Так, в ріічі-маджонг гравець, якому залишився один тайл до виграшної руки, може оголосити ріічі, поставивши тисячу очок. За виграш цей гравець отримає додаткові очки, проте оголошення ріічі небезпечно: гравець не може більше замінювати свою руку, а в разі, якщо хтось інший виграє цю роздачу, депозит в 1000 очок переходить до переможця.

### Підрахунок очок
Набрані гравцями очки підраховуються після кожної роздачі. Загальний порядок нарахування очок такий:
- Перед першою партією гравці отримують певну кількість очок.
- Виграш має певну вартість, яка розраховується зі складу виграшної комбінації.
- Переможець отримує вартість своєї виграшної комбінації.
- Гравці додають виграні очки до своєї основної суми і платять програш із неї ж.

Варіації порядку підрахунку для різних правил:
Вартість комбінацій
Усі правила по-своєму нараховують очки за виграшні руки, оголошені сети, деякі додаткові фактори. Так, у багатьох правилах є ті чи інші «подвоюючі комбінації» — кості або набори костей, за наявності яких у виграшній руці її вартість подвоюється. За деякими правилами виграє тільки рука, в якій є хоча б одна така комбінація.
Відмінності для розігруючого
За деякими правилами розігруючий в разі перемоги отримує більше очок, ніж будь-який інший гравець, але в разі програшу, відповідно, повинен більше заплатити.
Плата за виграш на скиданні
У правилах, де виграш може бути оголошений на скиданні, може використовуватися умова, згідно з якою гравець, який скинув виграшний тайл, платить за всіх. Можуть також вводитися додаткові штрафи для гравця, що кинув виграшний тайл, якщо рука переможця роздачі була відкритою і скидання очевидно давало йому можливість виграти.
Розрахунки між переможеними
Згідно з деякими варіантами переможені платять тільки переможцю, за іншими переможені також розраховуються між собою.
Розрахунки при нічиїй
Якщо роздачу ніхто не виграв, вона може анулюватись, але можуть бути і нараховані очки. Очки за нічию може отримувати дилер і/або ті гравці, у яких на руках на момент завершення раунду залишилася виграшна комбінація без одного тайла.
Набрані гравцями очки можуть просто записуватися по ходу партії, але традиційно для спрощення процедури підрахунку використовується спеціальний інвентар: фішки або рахункові палички, що позначають певне число очок.

### Підсумок гри
Гра завершується, коли зіграні всі заплановані сесії. Якщо по завершенні чергової роздачі виявляється, що комусь із гравців не вистачило очок (за одними правилами для цього гравець повинен «піти в мінус», за іншими — у нього має залишитися 0 очок або менше), гра завершується достроково.
У разі використання ліміту за часом гри партія зупиняється після закінчення ліміту. При цьому поточна роздача може бути дограна або скасована, це залежить від правил турніру.
Переможцем стає той, хто по завершенні гри має найбільшу кількість очок.

## Софт
html5 версія маджонг-тренажера
Альтернативний тренажер з ботами від cobehope.

## Відображення в культурі
Манга й аніме, присвячені грі в маджонг:
- Акагі — легенда маджонгу
- Сакі
- Легенда про Коїзумі
- Легендарний гравець Тецуя
- Фурітен-кун
- Тен